# Venus, Mars und Amor
Venus, Mars und Amor ist ein Gemälde von Piero di Cosimo, entstanden um 1505 in Florenz. Dargestellt sind Venus, die Göttin der Liebe, Amor, der in Göttern und Menschen die Liebe entzündet, und ihnen gegenüber der schlafende Kriegsgott Mars. Es handelt sich um ein Ölgemälde auf Pappelholz im Querformat. Es befindet sich seit 1828 in der Sammlung der Gemäldegalerie in Berlin.

## Geschichte und Provenienz
Der Auftraggeber des Bildes ist nicht bekannt. Wahrscheinlich war Pieros Tafel ein Spallierabild, ein im damaligen Florenz beliebter Bildtyp. Spalliere dienten als dekorativer Abschluss von hölzernen Wandverkleidungen vor allem im Wohn- und Schlafbereich von Villen, bestellt wurden sie häufig aus Anlass der Hochzeit eines Familienmitglieds. Die meist profanen Bildthemen entnahmen Auftraggeber und Künstler gerne der antiken Mythologie und Literatur. Auch Botticellis Verleumdung, die Primavera, die Geburt der Venus und das Vorbild für Pieros Bild, Venus und Mars, entstanden um 1483, gelten in der Forschung als Spallierabilder.
Das Bild befand sich nach 1550 im Besitz Giorgio Vasaris, der es in der zweiten Fassung seiner Vite beschreibt. Im Vorwort zur Florentiner Vasari-Ausgabe von 1832 bis 1838 wird noch die Casa Nerli im Borgo San Niccolo in Florenz als Standort des Bildes genannt. Rumohr, der als Berater beim Aufbau der Berliner Gemäldesammlung wirkte, erwarb das Bild dort allerdings bereits 1828 für die Gemäldegalerie.

## Beschreibung
Dargestellt in einer idyllischen Landschaft sind Venus mit ihrem Begleiter Amor, ihr gegenüber liegt Mars in tiefem Schlaf. Beide sind – bis auf das rosige Lendentuch des Kriegsgotts und leichte Seiden- und Schleiertücher um Schulter und Hüften der Venus – unbekleidet. Eine Schar Eroten hat sich der Waffen und der Rüstung des Kriegsgott bemächtigt, verschleppt sie und treibt mit ihnen ihr Spiel. Amor hat sich eng in Venus’ Armbeuge geschmiegt, ein weißes Kaninchen schnuppert an seiner rechten Hand, während die andere auf den schlafenden Mars weist. Das Paar ruht auf einer Blumenwiese im Schatten blühender Myrtenbüsche. Zu Füßen der Venus schnäbelt ein Taubenpaar, das ebenso wie das Kaninchen und die Myrte seit der Antike zu den traditionellen Attributen der Venus gehört.
Ein pastellblauer wolkenloser Himmel, sanfte Wiesenhügel auf der Seite der Venus, ein Vulkankegel am fernen Horizont, ein stiller Flusslauf, der sich im Horizont verliert und ein schroff aufragendes, phallisch geformtes Felsenriff, vor dem sich die Eroten tummeln, auf der Seite des Mars, schließen das Bild nach oben ab.

## Deutungen
Wie viele Bilder der Zeit, die damals im Umkreis der italienischen Höfe entstanden sind, entzieht sich das Bild einer einfachen Deutung.
Naheliegend ist die Interpretation des Bildes als Allegorie des Sieges der Liebe über den Krieg. Das literarische Motiv der Zähmung des Kriegsgottes durch die Göttin der Liebe geht, wie Panofsky gezeigt hat, auf den römischen Dichter Lukrez zurück, der zu Beginn seines Lehrgedichts Über die Natur der Dinge Venus anruft:

„Heiß indessen das wilde Gebrüll laut tosenden Krieges /
Aller Orten nun schweigen und ruhn zu Land und zu Wasser, /
Da nur du es verstehst, die Welt mit dem Segen des Friedens /
Zu beglücken. Es lenkt ja des Kriegs wildtobendes Wüten /
Waffengewaltig dein Gatte. Von ewiger Liebe bezwingen /
Lehnt sich der Kriegsgott oft in den Schoß der Gemahlin zurücke/“

In der griechischen Mythologie war Venus mit dem hinkenden und hässlichsten der olympischen Götter, Hephaistos – römisch Vulcanus – verheiratet. Homer erzählt in seiner Odyssee, wie Venus in einer Liebesnacht mit Mars von ihrem Ehegatten in flagranti überrascht wird. Der kunstfertige Hephaistos wirft über das ehebrecherische Paar ein unsichtbares, aber höchst wirksames Netz, woraufhin die Götter im Olymp in das sprichwörtliche homerische Gelächter ausbrechen. Auf Pieros Bild ahnt das Paar offensichtlich nichts von Hephaistos’ Racheakt, allein Amor, der mit aufgerissenen Augen zum Himmel schaut und mit dem Zeigefinger auf den schlafenden Mars weist, scheint das nahende Unheil zu bemerken.

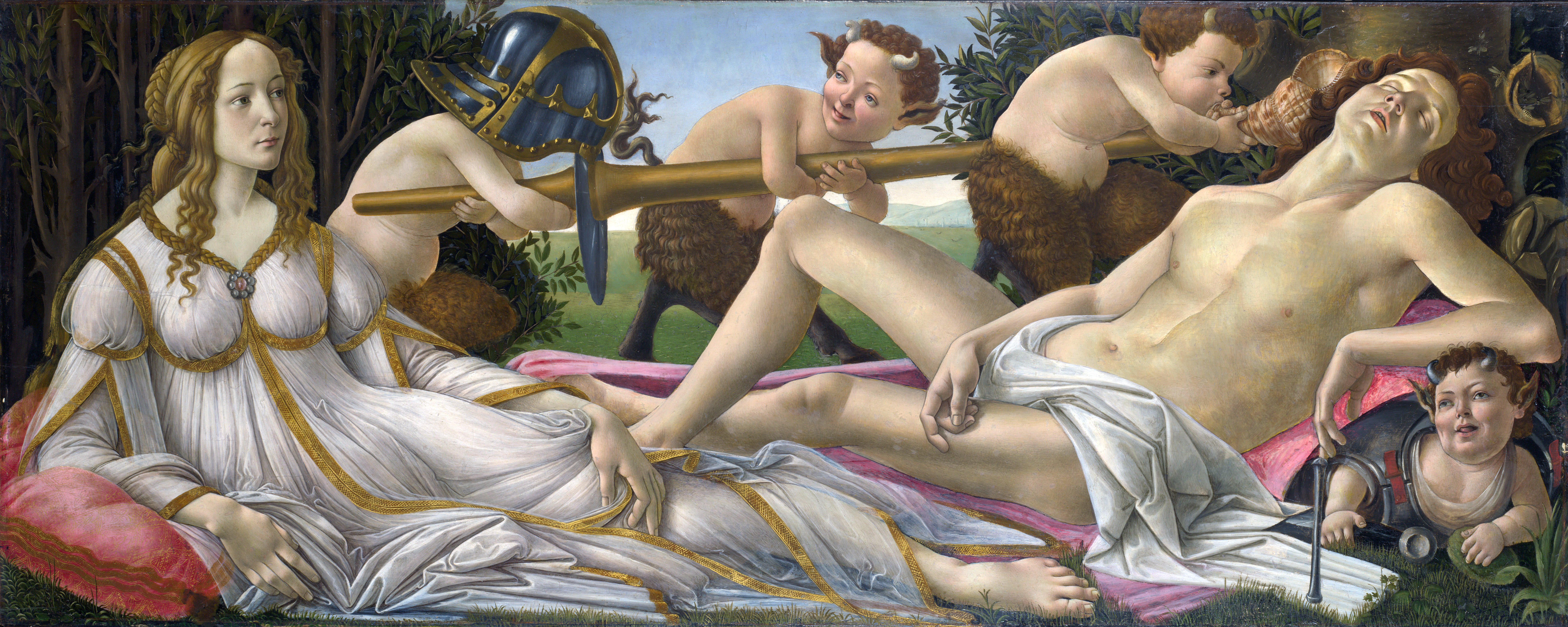
Botticelli, Venus und Mars

Dem in der Bildkomposition ähnlichen Londoner Bild Venus und Mars von Botticelli, entstanden um 1483, ebenfalls ein Spalliera- oder Cassonebild, das Piero als Vorbild gedient hat, fehlt diese Anspielung auf Homers allgemein bekannte Erzählung vollständig.